# Hagpat
Hagpat (armensko Հաղպատ) je naselje v severnoarmenski provinci Lori, približno 10 kilometrov vzhodno od mesta Alaverdi ob desnem bregu reke Debed, na robu planote, ki jo reže soteska te reke. Vas je najbolj znana po samostanu iz 10. stoletja, ki so ga leta 1996 skupaj z bližnjim samostanom Sanahin vpisali v UNESCOna seznam svetovne dediščine.
Samostan je ustanovila kraljica Kosrovanujš. Samostanski kompleks je obzidan, po obzidju pa je dobil tudi ime (Hagpat pomeni 'ogromen zid'). Glavna cerkev je posvečena sv. Križu (Sourb Nšan) in je bila zgrajena med letoma 976 in 991. Leta 1185 so na zahodni strani cerkve prizidali predprostor (gavit). Severno od gavita stoji cerkev Matere Božje iz leta 1025, na južni strani pa se ga dotika cerkev sv. Gregorja Razsvetitelja, ki je bila prvotno zgrajena leta 1005, ob prezidavi leta 1211 pa je izgubila kupolo.
- Sourb Nšan (cerkev sv. križa)
- Zvonik - vzhodna stran